# فتيات الراديوم

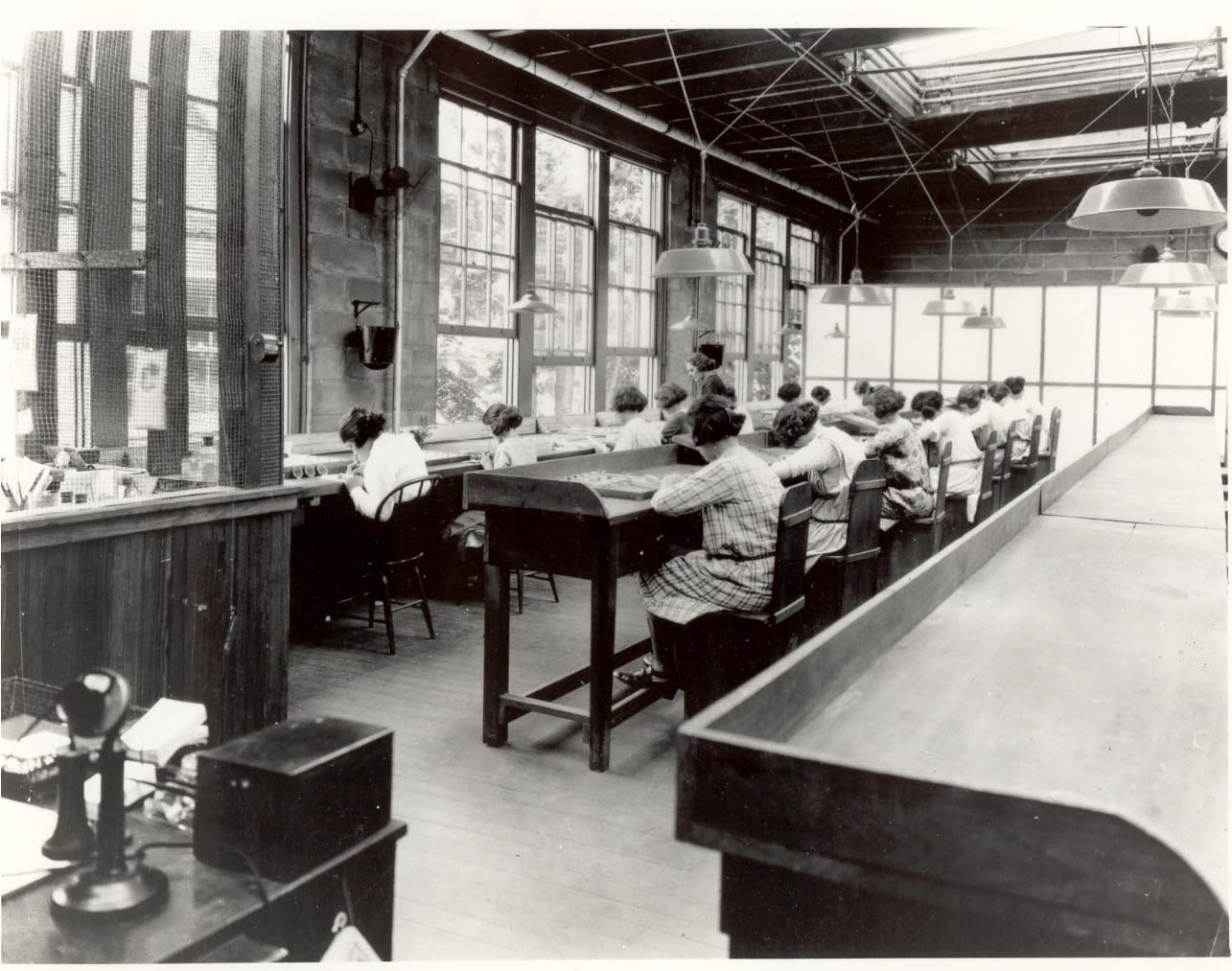
فتيات يعملن في مصنع طلاء الراديوم

فتيات الراديوم (بالإنجليزية: Radium Girls)‏، هن عمال مصانع أصبن بالتسمم الإشعاعي بسبب طلائهن لأقراص الساعات بالطلاء المضيئ في مصنع شركة يو أس راديوم في أورانج، نيوجيرسي، عام 1917 تقريبا. ومن أجل طلاء أرقام وعقارب الساعة بدقة كان يُطلب من كل فتاة تنتهي من طلاء رقم أو عقرب أن تستخدم شفتيها لجعل فرشاة الطلاء رفيعة الرأس، انصاعت فتيات الراديوم لهذه التعليمات لأنهن لم يعرفن أي شيء عن مخاطر التسمم بالراديوم. سرعان ما عانت العديد من فتيات الراديوم من ظاهرة عرفت باسم فَكْ الراديوم، ناهيك عن تساقط أسنانهن، بحلول العام 1927 كانت 50 فتاة قد توفيت نتيجة التسمم بالراديوم.
قامت خمسة فتيات المتبقيات على قيد الحياة بمقاضاة الشركة بسبب الأمراض التي أصابتهن، وبما أنها كانت شركة كبيرة فقد قامت بتعيين فريق من المحامين للدفاع عنها. كان أساس القضية يرتكز على ادعاء الفتيات أن الشركة كانت تَعلم أن الراديوم خطير وقاتل عندما طلبت منهم أن يضعنه بين شفاههن، طُلب من خبير سموم أن يفحص إحدى فتيات الراديوم ويعطي تقريره للمحكمة، أفاد خبير السموم أن الفتاة تتمتع بصحة جيدة، فيما بعد تبين أن هذا الخبير تلقى رشوة من الشركة.
خلال السنوات التالية شارك العديد من الأطباء في مؤامرة الشركة الهادفة لإنكار وجود أي علاقة بين موت ومرض فتيات الراديوم وبين استخدامهن لعنصر الراديوم. بل وبدأت الشركة بتلطيخ سمعة الفتيات، والادعاء بأنهن منحلات أخلاقياً، وأن الأمراض التي أصابتهم والموت الذي فتك بهم لم يحدث إلا بسبب إصابتهم بمرض الزهري، ذلك المرض الذي كانت منتشراً في ذلك الوقت بين الزناة.
رغم كل الصعاب استمر نضال فتيات الراديوم من أجل العدالة، وتمكن بعد عدة سنوات من مقاضاة الشركة مرة أخرى، لكن مع بدأ المحاكمة الجديدة كانت الفتيات مريضات للغاية لذلك وافقن على تسوية مع الشركة، تقوم الشركة بمقتضاها بدفع 100 دولار لكل فتاة بالإضافة إلى كافة مصاريف العلاج وأتعاب المحاماة، وتقوم الشركة بدفع 600 دولار سنوياً لكل فتاة حتى موتها، مع التوقيع على هذه الاتفاقية كانت فتاتين فقط متبقيتين على قيد الحياة من فتيات الراديوم، ولم يمضي عامين إلا وتوفيت الفتاتين.

## اثر الحادثة
قضية فتيات الراديوم تركت أثراً إيجابياً كبيراً على الوعي العام الأمريكي، ودفعت نحو تشديد إجراءات السلامة المتبعة في المصانع، ورسخت في النفوس أن من حق العامل مقاضاة رب العمل للتعويض عن أية أضرار تسبب بها رب العمل. وبحلول الحرب العالمية الثانية شرعت الحكومة الفيدرالية قيودا للسلامة عند التعامل مع الطاقة الإشعاعية.